# Потакет (Род-Айленд)
Потакет (англ. Pawtucket) — місто (англ. city) в США, в окрузі Провіденс штату Род-Айленд. Населення — 75 604 особи (2020).

## Географія
Потакет розташований за координатами 41°52′28″ пн. ш. 71°22′32″ зх. д. / 41.87444° пн. ш. 71.37556° зх. д. (41.874368, -71.375678). За даними Бюро перепису населення США в 2010 році місто мало площу 23,24 км², з яких 22,49 км² — суходіл та 0,75 км² — водойми.

## Демографія

### Перепис 2010
Згідно з переписом 2010 року, у місті мешкало 71 148 осіб у 29 022 домогосподарствах у складі 17 703 родин. Густота населення становила 3062 особи/км². Було 32055 помешкань (1380/км²).
Расовий склад населення:
| - 66,5 % — білих - 13,4 % — чорних або афроамериканців - 1,5 % — азіатів - 0,6 % — корінних американців - 0,1 % — вихідців з тихоокеанських островів - 11,8 % — осіб інших рас |

До двох чи більше рас належало 6,1 %. Частка іспаномовних становила 19,7 % від усіх жителів.
За віковим діапазоном населення розподілялося таким чином: 23,3 % — особи молодші 18 років, 64,1 % — особи у віці 18—64 років, 12,6 % — особи у віці 65 років та старші. Медіана віку мешканця становила 36,7 року. На 100 осіб жіночої статі у місті припадало 92,0 чоловіків; на 100 жінок у віці від 18 років та старших — 88,3 чоловіків також старших 18 років.
Середній дохід на одне домашнє господарство становив 53 519 доларів США (медіана — 41 789), а середній дохід на одну сім'ю — 61 361 долар (медіана — 49 440). Медіана доходів становила 40 971 долар для чоловіків та 35 516 доларів для жінок. За межею бідності перебувало 20,6 % осіб, у тому числі 32,7 % дітей у віці до 18 років та 15,4 % осіб у віці 65 років та старших.
Цивільне працевлаштоване населення становило 33 669 осіб. Основні галузі зайнятості: освіта, охорона здоров'я та соціальна допомога — 25,0 %, виробництво — 14,3 %, роздрібна торгівля — 13,5 %.

### Перепис 2000
За даними перепису 2000 року
на території муніципалітету мешкало 71 765 людей, було 30 047 садиб.
Густота населення становила 3.223 осіб/км². З 30 047 садиб у 30,5 % проживали діти до 18 років, подружніх пар, що мешкали разом, було 39,7 %,
садиб, у яких господиня не мала чоловіка — 16,8 %, садиб без сім'ї — 38,4 %.
Власники 12,5 % садиб мали вік, що перевищував 65 років, а в 32,3 % садиб принаймні одна людина була старшою за 65 років. Кількість людей у середньому на садибу становила 2,41, а в середньому на родину 3,07.
Дохід на душу населення був 17 008 доларів. Приблизно 14,9 % родин та 16,8 % населення жили за межею бідності.
Медіанний вік населення становив 35 років. На кожних 100 жінок віком понад 18 років припадало 85,9 чоловіків.

## Персоналії
- Рут Кліффорд (1900 — 1998) — американська акторка кіно, телебачення та озвучування
- Венді Карлос (*1939 ) – композитор та музикант-електронник.